# Tokyoholic
- 関ジャニ∞ > なぐりガキBEAT > Tokyoholic
- 錦戸亮 > Note > Tokyoholic

『Tokyoholic』（トーキョーホリック）は、関ジャニ∞の楽曲。2017年1月25日に38枚目のシングル『なぐりガキBEAT』のカップリングとしてINFINITY RECORDSから発売された。作詞・作曲・編曲は錦戸亮が担当。2021年1月27日には、錦戸の2枚目のフル・アルバム『Note』にセルフカバーが収録された。

## 概要
- 本曲は、東京と言う街への思いをストレートにぶつけ、挑む気持ちをアグレッシブに表現している[5]、ガレージ・サウンドのロックナンバー[6]。
- ギターやベースのスラップやカッティングが印象的な楽曲となっている[7]。
- 作詞・作曲・編曲を全て当時メンバーの錦戸亮が担当[1][4]。
- 関ジャニ∞の音源では、メンバー7人（当時）全員の演奏で収録されている[8]。
- 楽曲を制作した錦戸は、自身が制作した楽曲の中で「ベスト3に入るくらい好きな曲」と語っている[5]。
- 当初は、関ジャニ∞の37thシングル『NOROSHI』初回限定盤Aの特典映像「2016.10.26 session movie」で、メンバー7人がセッションしているタイトル未定の「錦戸が立ち上げた楽曲」だった[9][10]。
  - 同映像時点は、まだタイトルが付けられておらず、歌詞も無い状態のインストゥルメンタルだった[9][10]。
- その後、2016年から2017年にかけて開催された関ジャニ∞のライブツアー『関ジャニ'sエイターテインメント』では、前述のインストゥルメンタルの楽曲に「Tokyoholic」と言うタイトルを付け、錦戸が歌詞とアレンジを加えて初披露された[11][12][10]。
- 錦戸の独立後は、錦戸自身がライブ等でセルフカバーをして披露しており[13]、2021年1月には、錦戸のソロ2ndアルバム『Note』にて、そのセルフカバーが収録された[2][3][14]。

## 楽曲制作
- 最初はリフから制作しており、錦戸が自身の家でベースラインを思いつき、すぐ録音し、そこから何日かに渡って基礎を制作していった[8]。
- その後、基礎の段階からより膨らませていき、「2016.10.26 session movie」（関ジャニ∞の37thシングル『NOROSHI』初回限定盤Aの特典映像）で演奏したレベルのデモが完成し、そのデモをメンバーに覚えてもらい、同映像でセッションを行った[8]。
- 後日、Cメロ部分の丸山隆平のセリフパートと、大倉忠義のボサノバパートを作り上げ、メロディーと歌詞も一気に完成させた[8]。
- そこから、完成した音源をメンバーに覚えてもらい、1人ずつ演奏を録音していった[8]。
  - 尚、デモや前述の「session movie」ではギターを担当していた渋谷すばるのパートをタンバリンに変更した[8]。

- 2016年から2017年にかけて開催された関ジャニ∞のライブツアー『関ジャニ'sエイターテインメント』での初披露の際には、丸山隆平の「アカンわ」というセリフパートをライブでは「日によって変えてほしい」ということや、「Tokyo!!」のコーラス部分を「もう少し厚くしたい」ということなど、錦戸が頭で思い描いているものをメンバーに伝えながらライブアレンジされた[12]。
- 関ジャニ∞の9thアルバム『ジャム』に本曲と同じく錦戸が制作した「Traffic」が収録された際に、同曲の歌詞を制作する上で「言いたいことを言ってるだけじゃ意味がない」「好きなことをストレートに何でも言えるわけじゃない」「言いたいことがあったら、その縛りをくぐり抜けて、ホンマに言いたいことを忍ばせた歌詞を書いてます」と語っており、同曲と共に本曲のことも挙げ、「『Tokyoholic』はよく出来たなと思ってます（笑）」と本曲を賞賛した[15]。
- 関ジャニ∞の作品にメンバーの自作曲を収録することに対して錦戸は「色んなミュージシャンの方からええ曲を提供していただくのも嬉しいですけど、自分たちで作った曲、メンバーで演奏した曲を（作品に）入れることにはこだわりたいです」と語っている[15]。
- 2021年1月には、錦戸のソロ2ndアルバム『Note』にて、本曲の錦戸のセルフカバーが収録されている[2][3][14]。
  - これは、自身のソロ1stアルバム『NOMAD』に、関ジャニ∞の5thアルバム『FIGHT』に収録された自身のソロ曲「スケアクロウ」を収録したこともあり、2ndアルバムの『Note』には「今（2021年当時）の自分がブラッシュアップしたものを届けたい」との想いから収録された[5]。
  - 本曲のセルフカバーに対して、錦戸は「デモの段階から自分が全部歌ってるわけですし、そういう意味でも"自分の曲"という感覚」であり、セルフカバーが「"原曲"みたいなイメージ」としつつも、「作った人がまず一番上手くやるべきだろう」との意識は常に持っていると語っている[14]。

### 変更点
- 制作当初のテーマは全く異なっており、錦戸いわく「もっと下世話な歌詞」だった[8]。
  - しかし、「ソロやったらまだしも、グループで歌うのに、それがグループの意見として受け止められるのは、他のメンバーにも申し訳ない」との想いから、当初の歌詞を書き直して、現在の歌詞となった[8]。
  - 例として、「Tokyo!!」の掛け声が「To go!!」だった[8]。
- 関ジャニ∞の38thシングル『なぐりガキBEAT』への音源収録にあたり、デモ音源や「2016.10.26 session movie」（関ジャニ∞の37thシングル『NOROSHI』初回限定盤Aの特典映像）ではギターを担当していた渋谷すばるのパートをタンバリンに変更した[8]。
  - これは、錦戸の「ずっとシャッフルで鳴っているタンバリンの音が欲しい」との希望があったためである[8]。
  - 『なぐりガキBEAT』発売前に開催された関ジャニ∞のライブツアー『関ジャニ'sエイターテインメント』でも渋谷はタンバリンを担当している[12][10]。
  - 尚、渋谷脱退後の2019年に開催された関ジャニ∞のライブツアー『十五祭』では安田章大がギターと共に担当した。

## 年譜
- 2016年10月26日、錦戸が制作した本曲のデモ音源をメンバー7人でセッションしている映像を撮影[8]。
- 同年12月7日、関ジャニ∞の37thシングル『NOROSHI』の初回限定盤Aに前述のセッションの映像を「2016.10.26 session movie」として特典映像に収録[9]。
- 同年12月10日 - 2017年1月15日、関ジャニ∞のライブツアー『関ジャニ'sエイターテインメント』にて、本曲がライブ初披露され、本曲のタイトルが発表された[9][12][10]。
- 2017年1月25日、関ジャニ∞の38thシングル『なぐりガキBEAT』の通常盤に本曲が収録され、初のCD化となった[1]。
  - 同作への収録にあたり、「session movie」では渋谷すばるがギターを演奏していたが、CD音源ではタンバリンに担当楽器が変更されている[8]。
- 2018年1月2日、NHKワールド JAPAN『SONGS OF TOKYO』にて本曲をテレビ初披露[16][注 3]。
- 2019年11月1日 - 12月19日、錦戸のソロライブツアー『錦戸亮 LIVE TOUR 2019 "NOMAD"』にて、本曲のセルフカバーを初披露[13]。
- 2021年1月27日、錦戸亮の2ndアルバム『Note』にセルフカバーが収録された[2][3][4]。

## クレジット

### 作詞・作曲・編曲
- 作詞・作曲・編曲：錦戸亮

### 参加ミュージシャン
関ジャニ∞
- トランペット・パーカッション：横山裕
- タンバリン：渋谷すばる
- キーボード：村上信五
- エレキベース：丸山隆平
- エレキギター：安田章大
- エレキギター：錦戸亮
- ドラム：大倉忠義

## 収録作品

### シングル
関ジャニ∞
- 38thシングル『なぐりガキBEAT』(通常盤)

### アルバム
関ジャニ∞
- 2ndベストアルバム『GR8EST』(201∞限定盤 特典CD)

※メドレーの1曲として収録。

錦戸亮
- 2ndアルバム『Note』

※錦戸のセルフカバーバージョンを収録。

### 映像作品

#### ライブ映像
関ジャニ∞
- 16thライブDVD/Blu-ray『関ジャニ'sエイターテインメント』
- 17thライブDVD/Blu-ray『関ジャニ'sエイターテインメント ジャム』
- 19thライブDVD/Blu-ray『十五祭』

錦戸亮
- 1stライブBlu-ray/DVD『錦戸亮 LIVE TOUR 2019 "NOMAD"』

※通常盤の特典CDにはライブ音源を収録。
- 2ndアルバム『Note』(初回限定盤 特典Blu-ray/DVD)
- 2ndライブBlu-ray/DVD『錦戸亮 LIVE 2021 "Note"』

※特典CDにはライブ音源を収録。
- 3rdライブBlu-ray/DVD『錦戸亮 LIVE TOUR 2021 "Note"』

※通常盤の特典CDにはライブ音源を収録。
- 4thライブBlu-ray/DVD『錦戸亮 LIVE 2021 "SHABBY"』

※通常盤の特典CDにはライブ音源を収録。
- 5thライブBlu-ray/DVD『錦戸亮 LIVE TOUR 2022 "Nocturnal"』

※通常盤の特典CDにはライブ音源を収録。
- 6thライブBlu-ray/DVD『錦戸亮 LIVE TOUR 2024 "NOMADOFNOWHERE"』

※特別仕様Untitled盤の特典Blu-ray/DVDにも収録。
※特別仕様Untitled盤・通常盤の特典CDにはライブ音源を収録。

#### その他
関ジャニ∞
- 37thシングル『NOROSHI』(初回限定盤A 特典DVD)

※「2016.10.25 session movie」として、インストのみのデモ音源のセッション映像を収録。

## ライブ披露

### テレビ番組
- SONGS OF TOKYO（2018年1月2日、NHKワールド JAPAN）[16]

### ライブ
関ジャニ∞
- 関ジャニ'sエイターテインメント（2016年12月10日 - 2017年1月15日）
- TOKYO METROPOLITAN ROCK FESTIVAL 2017（2017年5月21日）
- 関ジャニ'sエイターテインメント ジャム（2017年7月15日 - 9月10日）
- 十五祭（2019年7月14日 - 9月3日）

錦戸亮
- 錦戸亮 LIVE TOUR 2019 "NOMAD"（2019年11月1日 - 12月19日）
- 錦戸亮 ONLINE LIVE "不撓不屈" at 日本武道館（2020年10月8日）
- 錦戸亮 LIVE 2021 "Note"（2021年3月6日 - 31日）
- 錦戸亮 LIVE TOUR 2021 "Note"（2021年4月15日 - 6月16日）
- RYO NISHIKIDO LIVE 2021 "SHABBY"（2021年12月8日 - 18日）
- RYO NISHIKIDO LIVE TOUR 2022 "Nocturnal"（2022年10月18日 - 12月20日）
- RYO NISHIKIDO Fan Club Tour 2023 "Untitled"（2023年10月23日 - 11月16日）
- RYO NISHIKIDO LIVE TOUR 2024 "NOMADOFNOWHERE"（2024年2月17日 - 4月13日）